# Івченко Павло Федорович
Павло Івченко (1891 — ?) — український педагог, викладач, завідувач педагогічних курсів Глухівського учительського інституту (нині — Глухівський національний педагогічний університет імені Олександра Довженка) (вересень 1924 — грудень 1924).

## Життєпис
Павло Івченко народився у 1891 р.  
1918 прийнятий у громадянство Української Держави, з 1921 — у постійній зоні окупації большевицької Московії.
Прослухав курс дисциплін історико-філологічного факультету Харківського університету, після чого перейшов на фізико-математичний факультет цього ж навчального закладу. 
Із 1911 працював на підготовчих курсах у Харкові. 
Із 1917 – викладач математики в Одеській жіночій гімназії.
Із 1919 мешкав у Глухові. 
До 1922 працював у міських школах та на підготовчих курсах при Глухівському інституті, де впродовж 1922–1924 викла-
дав країнознавство, географію України, методику викладання географії.
Після ліквідації інституту впродовж кількох місяців (очевидно, вересень – грудень 1924) – завідувач Глухівських педагогічних курсів. 
У 1925–1930 – викладач географії в Глухівському педагогічному технікумі.
Імовірно, цю дисципліну викладав він і в 1930–1933 у Глухівському інституті соціального виховання. 
У 1930–1931 брав участь у пропагандистських акціях комуністів, які вони йменували «боротьба з безграмотністю».